# Noyers-Auzécourt
Noyers-Auzécourt település Franciaországban, Meuse megyében. Lakosainak száma 274 fő (2022. január 1.). Noyers-Auzécourt Brabant-le-Roi, Laheycourt, Nettancourt, Sommeilles és Villers-aux-Vents községekkel határos.

## Népesség
A település népességének változása:
| Lakosok száma | 323  | 325  | 247  | 242  | 280  | 285  | 281  | 278  | 276  | 274  |
|               | 1968 | 1982 | 1990 | 2006 | 2013 | 2015 | 2017 | 2019 | 2020 | 2022 |